# Zatrephes novicia
Zatrephes novicia là một loài bướm đêm thuộc phân họ Arctiinae, họ Erebidae.